# ألبريشت هولر

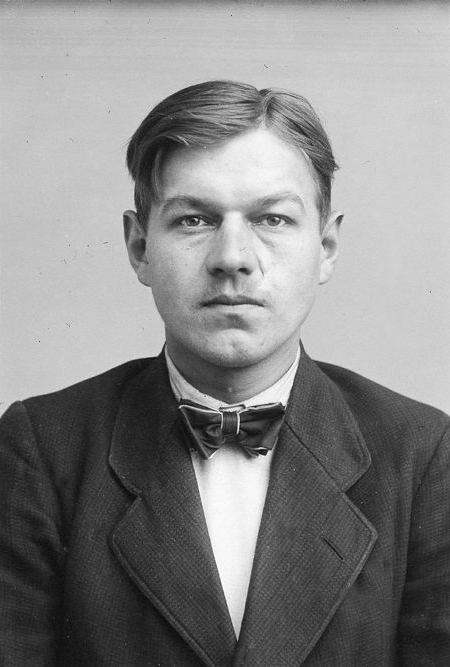
ألبريشت هولر 1933.

ألبرشت «علي» هولر (بالألمانية: Albrecht Höhler) (30 أبريل 1898 - 20 سبتمبر 1933) كان عضوًا في جمعية مقاتلي الجبهة الحمراء (RFB). وهو معروف بقتل هورست فيسل، وهو زعيم محلي في برلين من مقاتلي كتيبة العاصفة التابعة للحزب النازي. بعد وصول النازيين إلى السلط ، تم إخراج هولر من السجن وتم اغتياله على يد كتيبة العاصفة.

## الحياة
ولد في ماينز،  كان هولر نجارًا وعضوًا في الحزب الشيوعي الألماني (KPD) في عام 1924. كان أيضًا عضوًا في جمعية مقاتلي الجبهة الحمراء واستمر في نشاطه في RFB بعد حظره في عام 1929.  بحلول عام 1930، كان يقيم في حي ميته في برلين.

## روابط خارجية
- Daniel Siemens: Infamer Mord an einem Mörder. einestages; über die Ermordung Albrecht Höhlers
- Daniel Siemens: Höhler, Albrecht et al., in: Kurt Groenewold, Alexander Ignor, Arnd Koch (Hrsg.): Lexikon der Politischen Strafprozesse, Online, Stand Mai 2016